# 布劳纳斯
布劳纳斯是巴西米纳斯吉拉斯州的一个市镇。总面积377.155平方公里，总人口5208人，人口密度13.8人/平方公里。